# Equipo de apoyo de emergencia nuclear
El Equipo de apoyo de emergencia nuclear (en inglés: Nuclear Emergency Support Team NEST) es un programa de los Estados Unidos para todo tipo de emergencias nucleares de la Administración Nacional de Seguridad Nuclear (NNSA) del Departamento de Energía de los Estados Unidos.

## Historia
El Equipo de búsqueda de emergencia nuclear (en inglés: Nuclear Emergency Search Team (NEST)) fue fundado en 1974/75 por el presidente estadounidense Gerald Ford y pasó a llamarse Equipo de apoyo de emergencia nuclear en 2002.
Es una unidad antiterrorista que en un principio fue fundado para proveer asistencia técnica al FBI en su deber de ocuparse de las actividades nucleares ilegales en país. Con el tiempo también dio apoyo al Departamento de Estado, que es responsable de esas actividades fuera del país, cosa que recientemente incluso también fue institucionalizado a través de correspondientes y recientes órdenes presidenciales. De esa manera ha respondido a correspondientes incidentes relacionados con materiales radiactivos o armas nucleares, que son propiedad de Estados Unidos, incluido accidentes, sabotajes o robos en el extranjero. En 1978, por ejemplo, NEST se utilizó durante la Operación Morning Light para localizar fragmentos del satélite soviético Cosmos 954 que se estrelló sobre Canadá.
En 1981, el presupuesto de la unidad era de aproximadamente US$ 50 millones.
En noviembre de 1988, se hizo público un acuerdo secreto de 1976 entre los EE. UU. y la República Federal de Alemania, que estipulaba el uso de NEST en la República Federal. El acuerdo estipula que las fuerzas armadas estadounidenses informarán inmediatamente al gobierno federal si un arma nuclear ha caído en las manos equivocadas y si se va a utilizar a NEST. En el marco de sus competencias, las autoridades federales alemanas dirigen la adquisición de armas nucleares dentro del territorio federal. Durante la Guerra Fría, se almacenaron muchas armas nucleares en Alemania y alrededor de 10 a 20 bombas nucleares todavía se encuentran en la actualidad en la Base Aérea de Büchel. En Alemania, ha habido una unidad similar llamada Grupo Central de Apoyo para Casos Graves de Defensa Específica Nuclear (ZUB) desde 2003.
NEST consiste hoy en día en equipos de hasta 600 científicos, técnicos y otras fuerzas especiales que pueden desplegarse globalmente. Los equipos NEST disponen de helicópteros y aviones con sensores para detectar radiaciones y sustancias ionizantes y su abanico de tareas incluye, en particular, la formación y especialización de equipos de respuesta que apoyan a las autoridades federales estadounidenses con conocimientos técnicos en la resolución de incidentes terroristas nucleares o radiológicos.
En marzo de 2011, equipos de NEST fueron utilizados en los accidentes nucleares de Japón.